# Кантар (презиме)
Кантар је веома ретко презиме у Далмацији. У селу Цивљане пре рата у Хрватској 1991. живеле су само две породице Кантара. Православне су вероисповести и као крсну славу славе светог Јована. Презиме Кантар јавља се још у селу Плавну поред Книна, селу Рисовцу покрај Петровца и у Средњој босни. Сви су православне вероисповести и славе светог Јована.